# L'Agence no 1 des dames détectives
L'Agence no 1 des dames détectives (The No. 1 Ladies' Detective Agency) est une série télévisée américano-britannique créée par Richard Curtis et Anthony Minghella d'après la série de romans éponymes d'Alexander McCall Smith.
Elle est composée d'un pilote de 109 minutes et de six épisodes de 52 minutes diffusés respectivement  le 23 mars 2008 et du 15 mars au 19 avril 2009 sur BBC One au Royaume-Uni. Aux États-Unis, les sept épisodes ont été diffusés à partir du 29 mars 2009 sur HBO. En France, la série a été diffusée à partir du 10 septembre 2009 sur Orange Cinémax, puis diffusée entre le 4 août 2011 et le 25 août 2011 sur Arte.

## Synopsis
La série met en scène les enquêtes de Precious Ramotswe, première femme détective du Botswana. Décidée à faire respecter la justice dans son pays et à servir notamment la cause des femmes, Precious s'attaque à différentes affaires liées au quotidien des habitants de Gaborone, capitale du pays, mais elle a souvent fort à faire face aux trafiquants et aux hommes de pouvoir. Elle peut compter sur l'assistance de son intègre secrétaire Grace Makutsi, et sur le soutien de plusieurs amis proches, dont le mécanicien JLB Matekoni et le coiffeur BK, propriétaire du Last Chance Hair Saloon.

## Fiche technique
- Titre original : The No. 1 Ladies' Detective Agency
- Titre français : L'Agence no 1 des dames détectives
- Création : Richard Curtis et Anthony Minghella
- Réalisation : Anthony Minghella (pilote), Charles Sturridge, Tim Bricknell et Tim Fywell
- Scénario : Richard Curtis, Anthony Minghella (pilote), Robert Jones, Alexander McCall Smith et Nicholas Wright d'après le roman de Alexander McCall Smith
- Direction artistique : Johnny Breedt, Vivienne Gray (pilote), Cecelia van Straaten
- Décors : Melinda Launspach
- Costumes : Jo Katsaras
- Photographie : Seamus McGarvey (pilote), Giulio Biccari
- Montage :  Lisa Gunning  (pilote), Mary Finlay, Katie Weiland
- Musique : Gabriel Yared
- Production : Timothy Bricknell, Anthony Minghella, Amy J. Moore
- Sociétés de production : The Weinstein Company, Home Box Office, British Broadcasting Corporation, Mirage Enterprises, Cinechicks, Film Afrika Worldwide
- Sociétés de distribution : BBC One, HBO
- Pays d'origine :  Royaume-Uni /  États-Unis
- Langue originale : anglais britannique et américain
- Format : couleur - Digital Intermediate  - 1,78:1 - son stéréo
- Genre :
- Durée : 52 minutes
- Dates de première diffusion : 
  - Royaume-Uni : 23 mars 2008 (pilote), 15 mars (épisodes suivants)
  - États-Unis : 29 mars 2009
  - France : 10 septembre 2009

## Distribution

### Acteurs principaux
- Jill Scott (VF : Annie Milon) : Precious Ramotswe
- Anika Noni Rose (VF : Fily Keita) : Grace Makutsi
- Lucian Msamati (en) (VF : Daniel Lobé) : JLB Matekoni
- Desmond Dube (en) (VF : Frantz Confiac) : BK

### Acteurs récurrents
- Thabo Malema (VF : Steeve Montcho) : Charlie
- Tau Maserumule (VF : Asto Montcho) : Fanwell

### Invités
- Nikki Amuka-Bird (VF : Laëtitia Lefebvre) : Alice Busang
- Nicholas Beveney (VF : Lionel Henry) : Dr Komoti
- Michael Mabizela (VF : Pascal Vilmen) : Rra Banda
- Ann Ogbomo (VF : Martine Irzenski) : Clara
- Andrea Oliver (VF : Maïk Darah) : Rebecca Soloi
- Thai Kabelo (VF : Jean-Baptiste Anoumon) : Solomon Moretsi
- CCH Pounder : la mère de Michael (1 épisode)
- Zethu Dlomo : Baone Magasane

- Version française
  - Société de doublage : Dubbing Brothers[1]
  - Direction artistique : Danièle Bachelet

 Source et légende : version française (VF) sur RS Doublage et Doublage Séries Database

## Épisodes
1. L'Agence No 1 des dames détectives (The No. 1 Ladies' Detective Agency) - (pilote)
2. Le Bon Filon (The Big Bonanza)
3. Poison (Poison)
4. Le Garçon au cœur africain (The Boy with an African Heart)
5. Question de philosophie morale (Problems in Moral Philosophy)
6. Beauté et Intégrité (Beauty and Integrity)
7. Un authentique diamant de Botswana (A Real Botswana Diamond)

## Commentaires
À l'origine, L’Agence No 1 des dames détectives devait être un film et non une série télévisée. Anthony Minghella, qui aimait beaucoup les romans d'Alexander McCall Smith, avait mis une option sur les droits afin d'en faire un film qu'il réaliserait lui-même. Le projet a végété pendant plusieurs années avant d'être relancé par la productrice Amy J. Moore qui connaissait bien l'Afrique pour y avoir voyagé et y avoir promu le cinéma sud-africain. Elle a convaincu Minghella, qui connaissait également l'Afrique pour y avoir tourné Le Patient anglais, de réaliser la série au Botswana avec une aide financière du gouvernement botswanais.

## Suites
En 2011, HBO a annoncé commander deux nouveaux épisodes de la série sous forme de téléfilms mais le projet est annulé en août 2012.